# Firmin Blondeel
Firmin Blondeel (Brugge, 24 februari 1866 - 2 juni 1938) was een Belgisch componist, antiquaar en organisator van een Vlaamsvoelende vereniging in Brugge.

## Levensloop
Hij was de zoon van Charles Blondeel en Mathilde Van Thournhoud.
In 1890 verliet hij Brugge en ging in Halle wonen. Vanaf 1903 woonde hij weer in Brugge en vestigde zich als antiquaar onder de naam Brugsch Boekenantiquariaat.

## Verenigingsleven
In 1885 werd Blondeel lid van de Vlaamsche Broederbond. Na zijn terugkeer in Brugge nam hij actief deel aan de werking van deze vereniging en werd er in 1908 ondervoorzitter van. Hij schreef ook de geschiedenis van de vereniging.
In juli 1914 stichtte hij het halfmaandelijks blad Vader Cats, dat hij adverteerde als het enige ware strijdende Vlaamse blad in Brugge. Het werd na de Eerste Wereldoorlog nog korte tijd opnieuw gepubliceerd. Blondeel kwam in hevige aanvaring met de aanhangers van Florimond Fonteyne, meer bepaald met Bernard Minnebo.
Blondeel werd in 1914 ook hoofdredacteur van het Maandblad der Maatschappij van Onderlinge Bijstand der Brugsche en Westvlaamsche Handelsreizigers, blad dat de Eerste Wereldoorlog niet overleefde. Voor beide bladen gaf hij als redactieadres het Vlaemsch Huys op de Schouwburgplaats, terwijl hij zelf Karel de Stoutelaan 1 woonde.

## Componist
Het is voornamelijk als componist dat Blondeel naam maakte. Hij componeerde:
- Kerstnachtdroom, lyrisch drama op tekst van J. Toussaint
- Het betoverd kasteel, operette op libretto van Lode Loos

Hij componeerde:
- voor orkest, harmonie en fanfare: Patriottenlied, Kleine variaties, Hallewals, het Schone Noord Venetië,
- voor koren en religieuze muziek,
- Herlevingslied van Brugge, op tekst van Julius Sabbe,
- Mijn Land, op tekst van Fr. De Cort.

Hij schreef ook talrijke liederen, die gepubliceerd werden in Het Vlaamsche Lied, een maandelijkse volksuitgave, of werden uitgegeven door J. Van Marcke (Brugge) en G. Faes (Antwerpen).

## Publicaties
- Levensschets van de beroemde Hallenaren, Halle, 1900.
- Geschiedkundig overzicht van den Vlaamschen Broederbond te Brugge, 1862-1912, Brugge, 1912